# Palazzo Pretorio (Lucques)
 (septembre 2018).
Pour les articles homonymes, voir Palazzo Pretorio.
Le Palazzo Pretorio est un immeuble civil de style Renaissance, construit principalement au cours du XVIe siècle sur la Piazza San Michele dans le centre de Lucques, en Toscane.

## Histoire
Il a été à l'origine érigé en 1370, comme un tribunal ou une cour de Justice pour le Podesta. En 1492, le logement pour le Podesta a été ajouté et terminé en 1509. D'autres ajouts ont été faits en 1588 par Vincenzio Civitali, qui lui ont donné sa forme actuelle. Le palais est maintenant occupé par des tribunaux de droit civil.